# Dobrich Knoll
Dobrich Knoll är en bergstopp i Antarktis. Den ligger i Sydshetlandsöarna. Argentina, Chile och Storbritannien gör anspråk på området. Toppen på Dobrich Knoll är 111 meter över havet.
Terrängen runt Dobrich Knoll är huvudsakligen kuperad, men åt nordost är den bergig. Havet är nära Dobrich Knoll åt sydväst. Trakten är glest befolkad. Närmaste befolkade plats är St. Kliment Ohridski Base, 12,9 kilometer norr om Dobrich Knoll. 